# Балахнинский район
Балахни́нский райо́н — административно-территориальное образование (район) в Нижегородской области России. В рамках организации местного самоуправления ему соответствует Балахнинский муниципальный округ (с 2004 до 2020 гг. — муниципальный район).
Административный центр — город Балахна.
Расположен в 35 км к северо-западу от города Нижнего Новгорода на правом берегу реки Волги. Район граничит с Володарским, Чкаловским, Городецким районами Нижегородской области, а также с городами областного значения (городскими округами) г. Нижний Новгород и г. Дзержинск.

## История

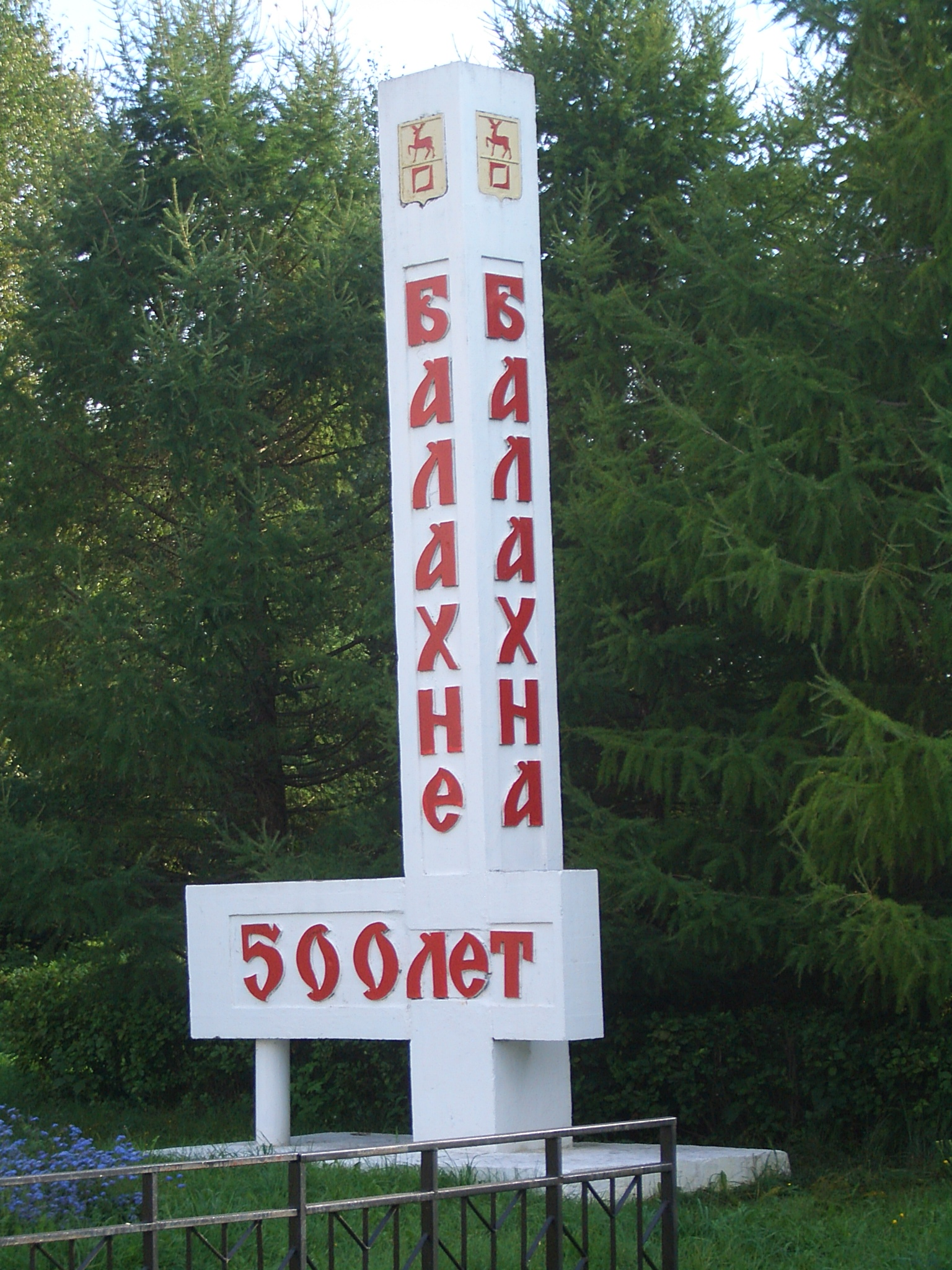
Памятный знак «500 лет Балахне»

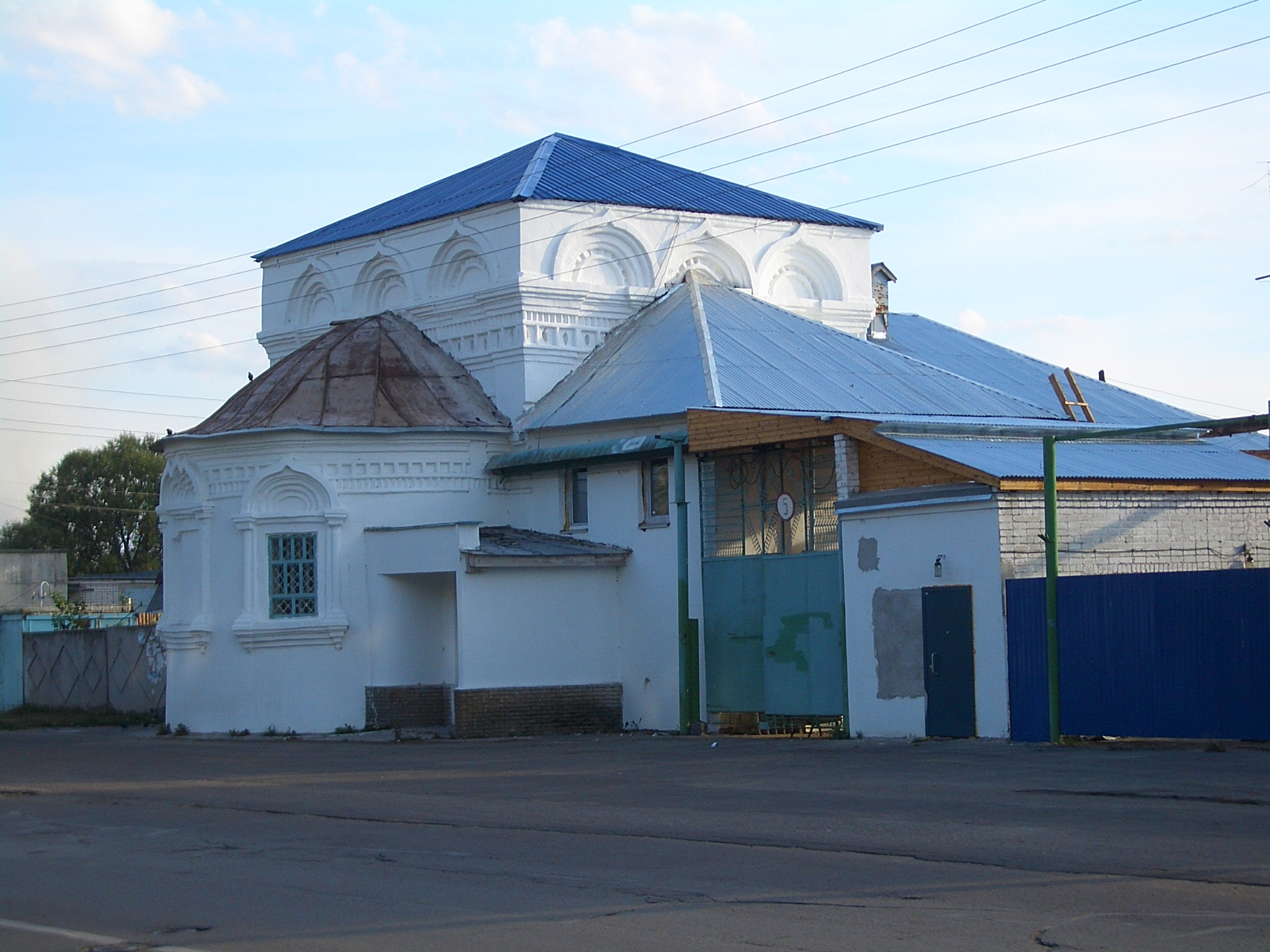
Старинное здание в Балахне

В III—II тысячелетии до нашей эры на территории района жили племена балахнинской неолитической культуры, получившей название по наиболее типичной стоянке, раскопанной близ Балахны. В окрестностях районного центра подобные стоянки найдены у посёлков Большое Козино и Малое Козино.
История района неразрывно связана с историей его административного центра. Город Балахна был основан в 1474 году. Удачное расположение города на реке вблизи Нижнего Новгорода и Городца дало начало деревянному судостроению. Обнаруженные на берегу богатые запасы солевых растворов сделали Балахну крупнейшим центром добычи соли.
По указу Елены Глинской, матери Ивана Грозного, в 1536 году была построена крепость. В 1552 году Балахну посетил царь Иван IV Грозный.
Существует предание, что уроженцем Балахны был Козьма Минин. Эту гипотезу допускал П. И. Мельников-Печерский и поддерживали историки-краеведы И. А. Кирьянов и В. А. Кучкин. Современные исследования краеведов Б.М. Пудалова, С.В. Сироткина, А.В. Морохина и А.А. Кузнецова доказали неправоту данного предположения.
В 1636 году, в Балахне по заказу Гольштинского посольства построили один из крупнейших для того времени, (первый в России) корабль «Фридрих». Во времена царствования Петра I, начиная с 1699 года, Балахна стала одним из центров строительства парусных военных судов. Для путешествия Екатерины II по Волге в 1767 году мастера построили галеру «Тверь».
В XVI—XVIII веках Балахна славилась производством печных и архитектурных изразцов. Балахнинскими изразцами выполнены шатры Храма Василия Блаженного в Москве. Мастера кирпичной кладки из Балахны принимали участие в сооружении Московского Кремля.
В XX веке в плане ГОЭЛРО Балахна была внесена в список первоочередных строек. По решению правительства у города в 1923 году началось строительство Нижегородской государственной районной электростанции, которая уже в 1925 году дала первый ток. В 1933 году она имела мощность 250 000 кВт и являлась самой крупной в мире электростанцией, работающей на торфе.
В районе были построены крупные предприятия — целлюлозно-бумажный комбинат, картонный комбинат, Правдинский завод радиорелейной аппаратуры (сейчас ОАО «НПО „Правдинский радиозавод“»).
В годы Великой Отечественной войны семеро уроженцев района были удостоены звания Героя Советского Союза, одному из них, генерал-лейтенанту авиации Василию Георгиевичу Рязанову, это звание было присвоено дважды.
17 мая 1962 года Балахнинский район был упразднён, а его территория передана в Городецкий район. 10 января 1968 года район был восстановлен.

## Население
| 1939    | 1959    | 1970    | 1979    | 1989    | 2002    | 2008    | 2009    | 2010    |
| ------- | ------- | ------- | ------- | ------- | ------- | ------- | ------- | ------- |
| 84 907  | ↘36 307 | ↘9241   | ↗59 264 | ↗60 487 | ↗83 683 | ↘79 468 | ↘78 592 | ↘77 598 |
| 2011    | 2012    | 2013    | 2014    | 2015    | 2016    | 2017    | 2018    | 2019    |
| ↘77 416 | ↘76 888 | ↗76 953 | ↘76 826 | ↗76 949 | ↘76 907 | ↘76 612 | ↘76 266 | ↘75 851 |
| 2020    | 2021    | 2024    | 2025    |         |         |         |         |         |
| ↘75 698 | ↘73 996 | ↘72 219 | ↘71 497 |         |         |         |         |         |

### Урбанизация
Городское население (город Балахна, рабочие посёлки Большое Козино, Гидроторф, Малое Козино, Лукино, Первое Мая) составляет  93,11 % от всего населения района.

## Административно-муниципальное устройство
В Балахнинский район, в рамках административно-территориального устройства области, входят 7 административно-территориальных образований, в том числе 1 город районного значения, 3 рабочих посёлка (одному из которых подчинены ещё 2 рабочих посёлка) и 3 сельсовета.
| № | Административно- территориальное (муниципальное) образование | Административный центр         | Количество населённых пунктов | Население (чел.) | Площадь (км²) |
| - | ------------------------------------------------------------ | ------------------------------ | ----------------------------- | ---------------- | ------------- |
| 1 | город Балахна                                                | город Балахна                  | 1                             | ↘46 915          | 70,63         |
| 2 | Рабочий посёлок Большое Козино                               | рабочий посёлок Большое Козино | 5                             | ↗7544            | 96,30         |
| 3 | Рабочий посёлок Гидроторф                                    | рабочий посёлок Гидроторф      | 12                            | ↘7786            | 118,11        |
| 4 | Рабочий посёлок Малое Козино                                 | рабочий посёлок Лукино         | 3                             | ↘6934            | 126,00        |
| 5 | Коневский сельсовет                                          | деревня Конево                 | 7                             | ↘946             | 321,11        |
| 6 | Кочергинский сельсовет                                       | деревня Трестьяны              | 14                            | ↗3373            | 90,41         |
| 7 | Шеляуховский сельсовет                                       | деревня Шеляухово              | 4                             | ↗595             | 74,03         |

Первоначально на территории Балахнинского района к 2004 году выделялись 4 рабочих посёлка и 4 сельсовета. В рамках организации местного самоуправления в 2004—2009 гг. в существовавший в этот период Балахнинский муниципальный район входили соответственно 8 муниципальных образований, в том числе 4 городских поселения и 4 сельских поселения. В 2009 году был упразднён Замятинский сельсовет, переподчинённый рабочему посёлку (включён в городское поселение рабочий посёлок Гидроторф). В мае 2020 года муниципальный район и все входившие в его состав поселения были упразднены и объединены в Балахнинский муниципальный округ.

## Населённые пункты
В Балахнинском районе 46 населённых пунктов, в том числе 6 городских населённых пунктов — 1 город и 5 посёлков городского типа (рабочих посёлков) — и 40 сельских населённых пунктов.
| №  | Населённый пункт | Тип                   | Население | Административно- территориальное (муниципальное) образование |
| -- | ---------------- | --------------------- | --------- | ------------------------------------------------------------ |
| 1  | Балахна          | город                 | ↘46 915   | город Балахна                                                |
| 2  | Большое Козино   | рабочий посёлок       | ↘6704     | рабочий посёлок Большое Козино                               |
| 3  | Гидроторф        | рабочий посёлок       | ↘6626     | рабочий посёлок Гидроторф                                    |
| 4  | Лукино           | рабочий посёлок       | ↘3484     | рабочий посёлок Малое Козино                                 |
| 5  | Малое Козино     | рабочий посёлок       | ↗932      | рабочий посёлок Малое Козино                                 |
| 6  | Первое Мая       | рабочий посёлок       | ↘1909     | рабочий посёлок Малое Козино                                 |
| 7  | Алферово         | деревня               | ↗5        | рабочий посёлок Гидроторф                                    |
| 8  | Бабье            | деревня               | ↗18       | рабочий посёлок Гидроторф                                    |
| 9  | Беловская        | деревня               | →30       | Кочергинский сельсовет                                       |
| 10 | Большие Могильцы | деревня               | ↗119      | Кочергинский сельсовет                                       |
| 11 | Бредово          | деревня               | ↘6        | Коневский сельсовет                                          |
| 12 | Бурцево          | деревня               | ↘50       | Коневский сельсовет                                          |
| 13 | Ватагино         | деревня               | ↘10       | рабочий посёлок Гидроторф                                    |
| 14 | Галкино          | деревня               | ↗26       | Шеляуховский сельсовет                                       |
| 15 | Гриденино        | деревня               | ↗36       | рабочий посёлок Гидроторф                                    |
| 16 | Гумнищи          | деревня               | ↘134      | Шеляуховский сельсовет                                       |
| 17 | Замятино         | деревня               | ↘162      | рабочий посёлок Гидроторф                                    |
| 18 | Истомино         | деревня               | ↗1378     | Кочергинский сельсовет                                       |
| 19 | Каданово         | деревня               | ↘38       | рабочий посёлок Гидроторф                                    |
| 20 | Конево           | деревня               | ↘1016     | Коневский сельсовет                                          |
| 21 | Коробейниково    | деревня               | ↗24       | Кочергинский сельсовет                                       |
| 22 | Костенево        | посёлок               | ↘193      | рабочий посёлок Большое Козино                               |
| 23 | Кочергино        | деревня               | ↗76       | Кочергинский сельсовет                                       |
| 24 | Липовки          | деревня               | →90       | Кочергинский сельсовет                                       |
| 25 | Липовки          | посёлок ж.д. разъезда | ↗57       | Кочергинский сельсовет                                       |
| 26 | Ляпуниха         | деревня               | ↘115      | Кочергинский сельсовет                                       |
| 27 | Ляхово           | посёлок               | ↘200      | рабочий посёлок Большое Козино                               |
| 28 | Ляховский Борок  | посёлок               | ↘13       | рабочий посёлок Большое Козино                               |
| 29 | Малинино         | деревня               | ↘9        | Коневский сельсовет                                          |
| 30 | Малые Могильцы   | деревня               | ↘180      | Кочергинский сельсовет                                       |
| 31 | Первое Мая       | посёлок               | ↘19       | рабочий посёлок Большое Козино                               |
| 32 | Погарново        | деревня               | ↘4        | Коневский сельсовет                                          |
| 33 | Постниково       | деревня               | ↗256      | Кочергинский сельсовет                                       |
| 34 | Рылово           | деревня               | ↘186      | рабочий посёлок Гидроторф                                    |
| 35 | Смирино          | деревня               | ↘219      | Шеляуховский сельсовет                                       |
| 36 | Совхозный        | посёлок               | ↘864      | Кочергинский сельсовет                                       |
| 37 | Сонино           | деревня               | ↗11       | Коневский сельсовет                                          |
| 38 | Трестьяны        | деревня               | ↗215      | Кочергинский сельсовет                                       |
| 39 | Тычинино         | деревня               | →3        | рабочий посёлок Гидроторф                                    |
| 40 | Чёрная           | деревня               | ↘25       | Кочергинский сельсовет                                       |
| 41 | Чуркино          | деревня               | ↘3        | рабочий посёлок Гидроторф                                    |
| 42 | Шалимово         | деревня               | ↗14       | рабочий посёлок Гидроторф                                    |
| 43 | Шеляухово        | деревня               | ↘314      | Шеляуховский сельсовет                                       |
| 44 | Шишкино          | деревня               | ↗69       | Кочергинский сельсовет                                       |
| 45 | Юрино            | деревня               | ↘3        | Коневский сельсовет                                          |
| 46 | Яснево           | деревня               | ↗3        | рабочий посёлок Гидроторф                                    |

### Упразднённые населённые пункты
В 1993 году пгт Правдинск включён в состав города Балахна.

## Экономика
Социально-экономическое развитие

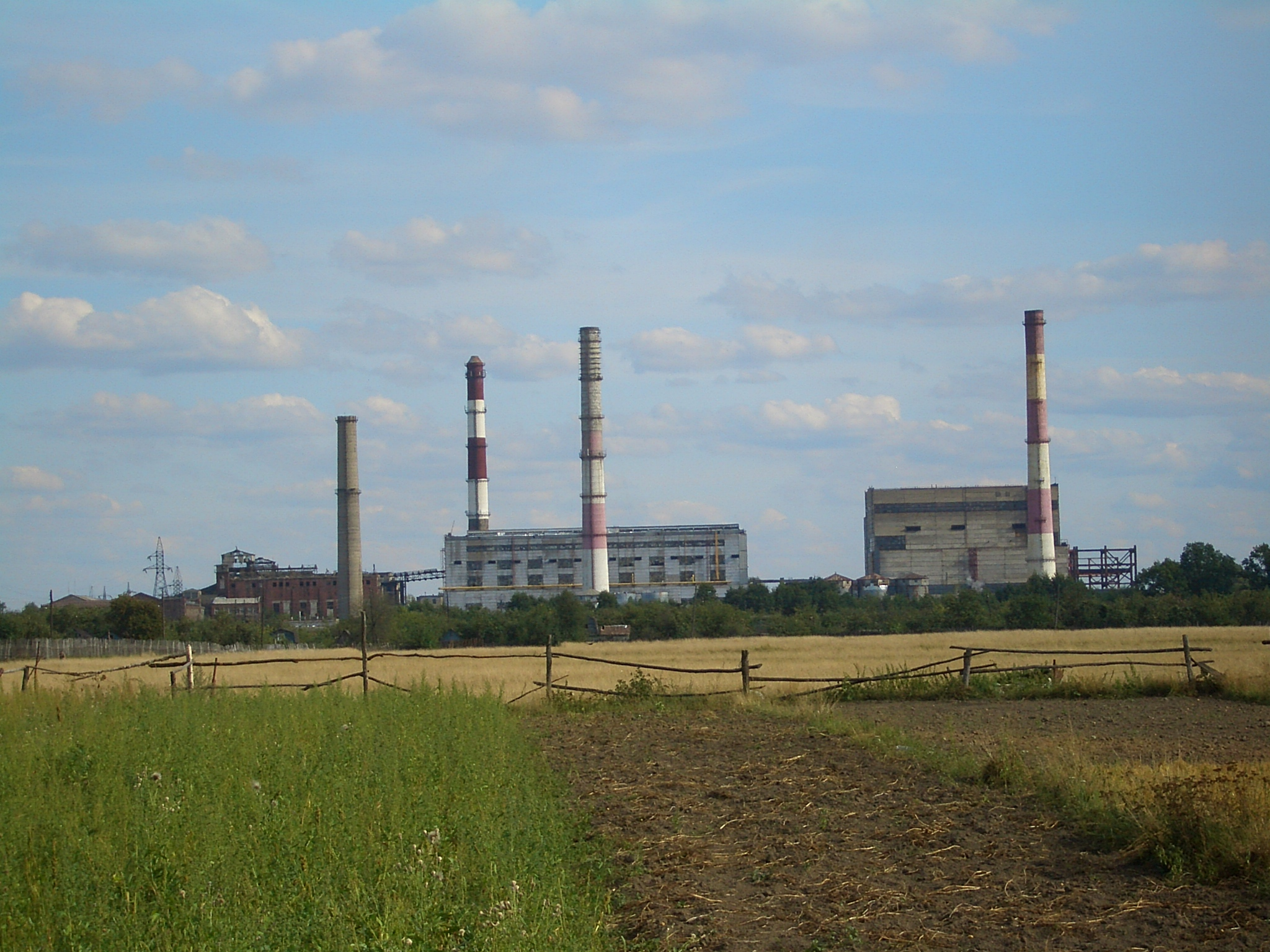

По итогам 2015 года Балахнинский район занял 5 место в рейтинге среди 52 территорий Нижегородской области по уровню социально-экономического развития (2014 г. — 14 место).
Среднемесячная заработная плата в районе 23 098,75 руб.

### Промышленность
Основу экономики района составляет промышленность, представленная предприятиями следующих отраслей:
- целлюлозно-бумажной и деревообрабатывающей — 90,5 % (за счёт бумкомбината ОАО «Волга» — 84,2 %);
- машиностроением и металлообработкой — 3,3 %;
- стекольной — 1,2 %;
- химической — 0,1 %;
- лёгкой — 0,1 %;
- пищевой — 2,3 %;
- комбикормовой — 2,5 %.

На территории района действуют 13 крупных и средних предприятий, среди них два производства российского значения. ОАО «ПЗРА» — крупный промышленный комплекс, включающий многочисленные виды производств и ОАО «Волга» — крупнейший производитель газетной бумаги, 75 процентов продукции которого направляется на экспорт, в числе основных покупателей — Германия, Великобритания, Франция, Турция.
Промышленные предприятия
- ОАО «Волга»,
- ОАО «Научно-производственное объединение „Правдинский радиозавод“»[33];
- ЗАО «Узола»
- ПКФ «Луидор»
- ООО «Биаксплен»
- ОАО «Полиграфкартон»
- Мебельная фабрика «Олмеко»
- ОАО «ФормМат»
- ЗАО «Рускомтранс»
- ООО ЦНТ «Реал-Инвест»
- ЗАО «Балахнинское стекло»
- ОАО «Полимертех»
- ООО "Научно-производственное объединение «Агростройсервис»
- ООО «Реттенмайер РУС Продуктион»
- ООО «Центр новых технологий — Спектр»

### Сельское хозяйство

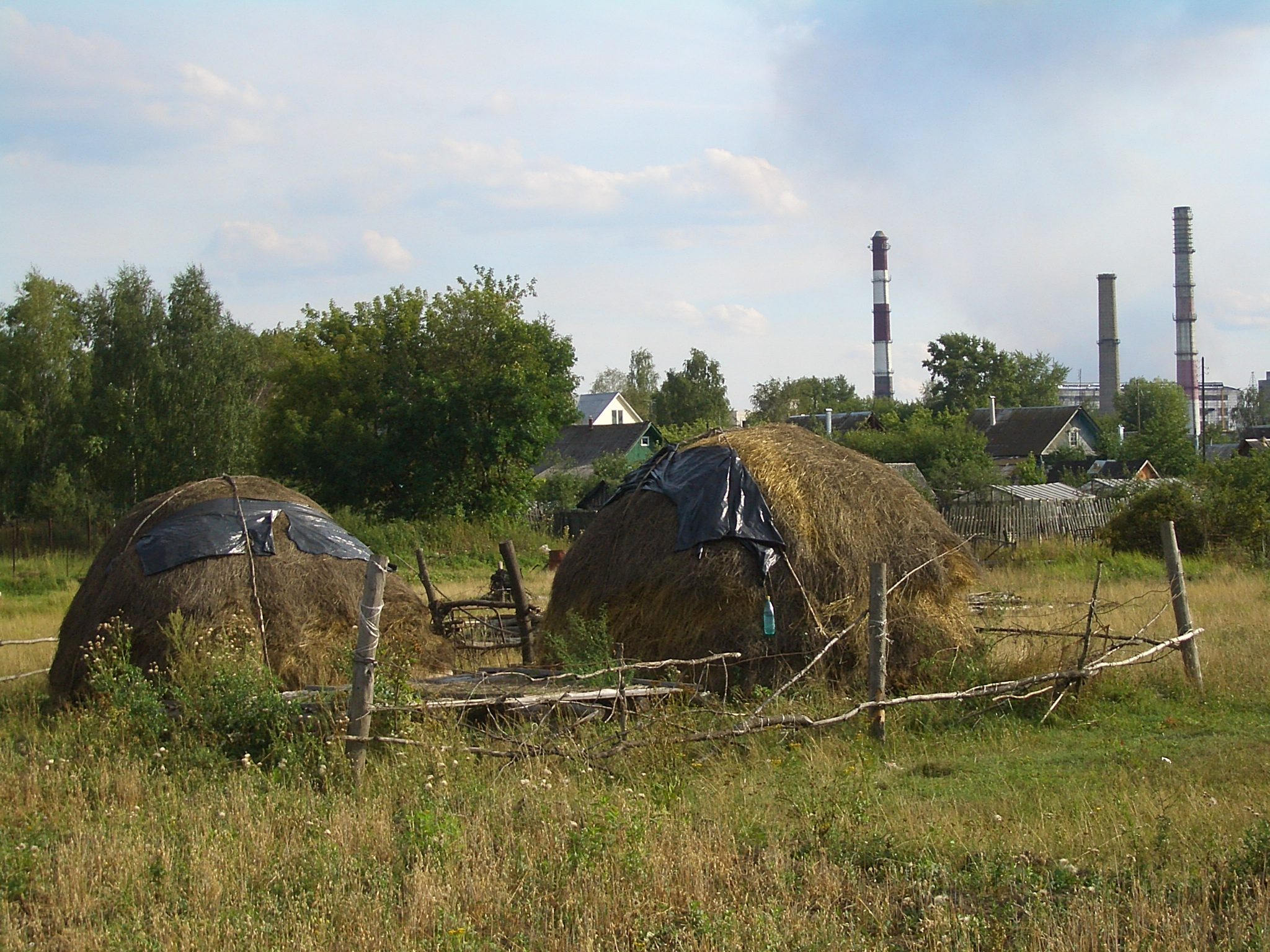

Основная направленность сельского хозяйства района — растениеводство и животноводство, ориентированные на выращивание зерна, картофеля, кормовых культур, производство кормов, выращивание и переработку мяса и молока. В районе работают три фермерских хозяйства, мясокомбинат и хлебокомбинат.
- ООО «Исток»,
- ООО «Правдинское»,
- ИП Гюлиев Насиб Гурбан оглы
- ПАО «Балахнинский хлебокомбинат»
- ООО «Балахнинский мясокомбинат»

### Транспорт
Транспортные связи Балахнинского района осуществляются по железной дороге Нижний Новгород — Заволжье (35 км от Нижнего Новгорода до Балахны), которая была первой электрифицированной железной дорогой в области и автомобильное сообщение. Протяжённость автодорожных маршрутных линий вместе с внутриобластными составляет 495 км.

## Ресурсы
Земельные ресурсы
В сельской местности 13,2 % земель приходится на сельскохозяйственные угодья (из них 37,2 % — пашня, 20,4 % — пастбища и 17,7 % — сенокосы). Около 67 % земель района занимают леса.
В почвенном покрове преобладают дерново-слабоподзолистые песчаные с супесчаные почвы. Значительно распространены торфяно-болотные почвы.
Земли района имеют значительный фонд для расширения сельскохозяйственных угодий. Наиболее перспективны для распашки земли низинных торфяников, речных пойм и водораздельных поднятий. Вовлечение их в сельскохозяйственное производство связано с проведением масштабных мелиоративных работ.
Лесные ресурсы

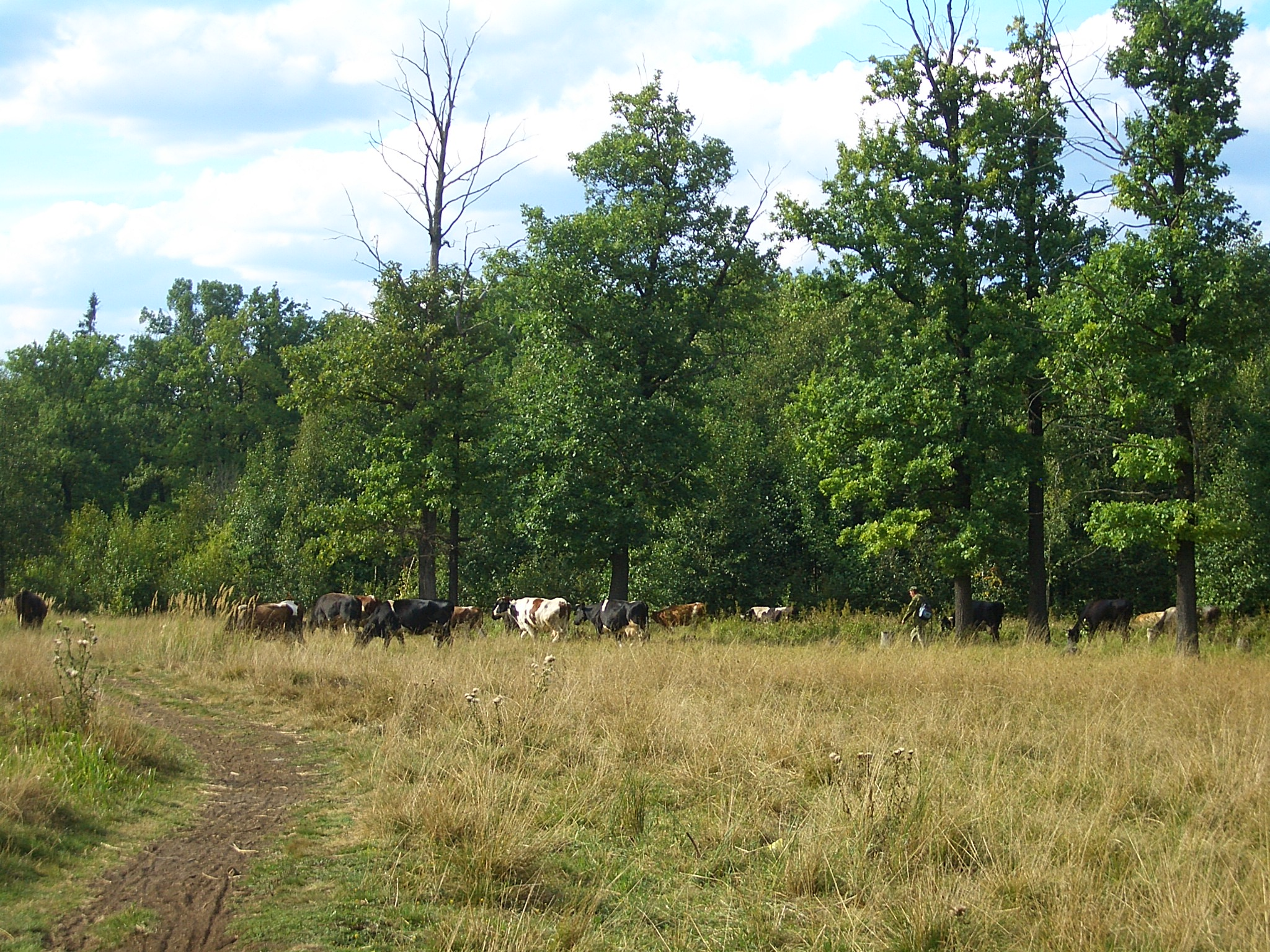
В дубраве между Балахной и Правдинском

Общая площадь лесов Балахнинского района составляет более 51 000 га (1,5 % лесной площади области), из которой покрыто лесом 40 500 га.
На долю хвойных пород в лесах Балахнинского района приходится более 60 % покрытой лесом площади, на долю мягколиственных пород — 39 %, твердолиственных — около 1 %. В возрастном отношении в лесах Балахнинского района преобладают средневозрастные леса — 65 % покрытой лесом площади, молодняки — 32 %, приспевающие — 2 %, спелые и перестойные леса — 1 % покрытой лесом площади.
Минеральные ресурсы
Из полезных ископаемых следует отметить наличие больших запасов строительных песков (более 10 000 000 м³), месторождения формовочных песков, торфа. Местные залежи торфа издавна использовались в районе, начиная с 1925 года он стал основой индустриализации. С использованием этих запасов стала развиваться промышленность района.
Водные ресурсы
Основу водных ресурсов территории района формирует крупнейшая водная артерия страны — река Волга, вдоль которой тянется широкая пойма. На пойме много озёр и стариц, богатых рыбой. Среди крупных озёр — Боровское, площадью 49 га, находится в 9 км к юго-западу от посёлка Лукино Балахнинского района. Средняя глубина — 1,6 м. Оно окружено болотом, где произрастают редкие виды растений, в том числе занесённые в Красную Книгу РФ.

## Памятники природы
- Озеро Боровское.
- Болото по рекам Чёрной и Пройме — типичное низинное переходное болото, занимает площадь около 800 га. Является прекрасным клюквенником.
- Болото Семиречье площадью 573 га, на его территории сохранились и взяты под охрану государства многие виды ценных растений.

## Образование

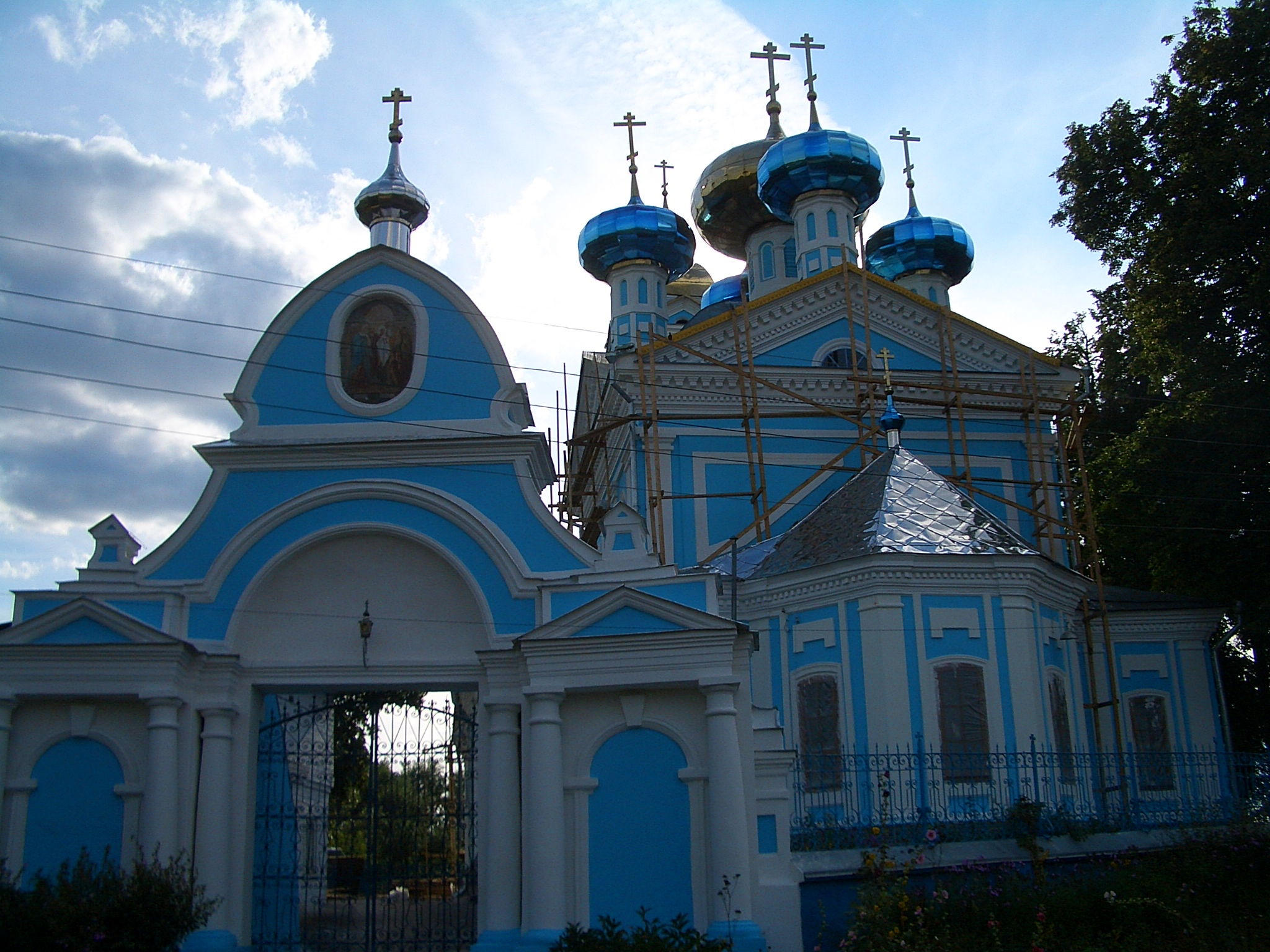
Церковь Сретения, г. Балахна (1801 г.)

На 01.12.2015 года в Балахнинском районе функционирует 49 образовательных учреждений: дошкольных образовательных учреждений — 27; общеобразовательных школ — 14, в том числе средние общеобразовательные школы — 11, основные общеобразовательные школы — 2, средняя общеобразовательная школа с углубленным изучением отдельных предметов — 1, специальных (коррекционных) образовательных учреждений — 2; образовательных учреждений дополнительного образования детей — 6.
Учреждения образования
- Филиал Нижегородского государственного университета им. Н. И. Лобачевского,
- Филиал Нижегородского государственного технического университета,
- Филиал Нижегородского государственного архитектурно-строительного университета,
- Балахнинский политехнический колледж,
- Балахнинский технический техникум,
- Муниципальное образовательное учреждение «Станция юных техников»,
- Муниципальное образовательное учреждение «Станция юных туристов»,
- Муниципальное образовательное учреждение «Центр детского творчества»,
- Муниципальное учреждение дополнительного образования «Центр воспитательной работы»,
- Муниципальное образовательное учреждение «Детская музыкальная школа № 1»,
- Муниципальное образовательное учреждение «Детская музыкальная школа № 2»,
- Муниципальное образовательное учреждение «Детская художественная школа № 1»,
- Муниципальное образовательное учреждение «Детская художественная школа № 2»,
- Муниципальное образовательное бюджетное учреждение дополнительного образования взрослых «Балахнинский учебно-методический центр».

В 2001 году в поселке Истомино на базе расформированного авиационного полка ПВО был открыт Нижегородский кадетский корпус им. генерала армии Маргелова Приволжского федерального округа.

## Культура
Сеть учреждений культуры района включает Балахнинский музейный историко-художественный комплекс, 14 домов культуры, 21 библиотеку. Балахнинский музейный историко-художественный комплекс состоит из 4 филиалов: «Дом Плотникова», «Усадьба Худякова», «Музей Кузьмы Минина», Музей стекла «Черный лебедь». Каждый музей имеет свою специфику и направления работы.
«Дом Плотникова» (бывший купеческий особняк купца-судостроителя Плотникова) — это исторический музей, в целом представляющий историю района с древнейших времен. Особое внимание уделяется промыслам: солеварению, кирпичному, изразцовому, стекольному, колокололитейному производству и т. д. В «Доме Плотникова» действует мастерская кружевоплетения — традиционного для Балахны промысла ещё с XVIII—XIX веков. Также в музее собрана уникальная коллекция отреставрированных икон, найденных в старинных и разрушенных храмах города Балахны и являющих собой намоленные годами святыни и шедевры искусства.
«Усадьба Худякова» — это целый усадебный комплекс с парковой зоной, объект культурного наследия регионального значения, где большей частью показывается купеческо-мещанский быт. Усадьба специализируется на проведении фольклорных мероприятий. Также работают мастерские: по изготовлению глиняной жбанниковской свистульки и резьбы по дереву.
«Музей Кузьмы Минина» (единственный музей Минина в России), расположен в культурном центре «Дом Москвы», имеет тематическую направленность. В музее представлена обновленная экспозиция, посвященная Кузьме Минину, событиям Смутного времени и созданию Нижегородского ополчения.
Музей стекла «Черный лебедь» расположен в доме управляющего стекольного завода Адриана Давыдовича Дерюгина в деревне Конево (музей открыт 20 августа 2016 года к 400-летию деревни). В историческом здании собраны около 300 экспонатов — от эпохи неолита до современности. Воссоздан кабинет дореволюционных владельцев завода Лебедевых, представлены копии писцовых книг. Но самое главное — в музее выставлены посуда и сувениры, изготовленные на советском заводе «Труд» руками современных конёвцев.
21 мая балахнинцы отмечают день памяти своего земляка Козьмы Минина. В этот день на Советской площади у памятника Минину проходит митинг «Гражданину Минину — благодарное потомство».

## Спорт
Функционируют 3 стадиона, 24 спортивных зала. В 2009 году на ул. Олимпийской открылся Физкультурно-оздоровительный комплекс «Олимпийский» с бассейном и ледовой ареной. Также крытые бассейны есть в спорткомплексе предприятия АО «Волга» (мкр. Правдинск) и центре отдыха «Олимпия» (пос. Большое Козино).
На 2015 г. в Балахнинском районе развиваются 37 видов спорта (футбол, хоккей, баскетбол, художественная гимнастика, бокс, спортивный туризм, кикбоксинг, легкая и тяжелая атлетика, пауэрлифтинг, самбо, дзюдо, волейбол, настольный теннис, дартс, армрестлинг, стритбол, фигурное катание, лыжные гонки, плавание, спортивные танцы, хоккей с мячом и др.)

## Здравоохранение
В районе функционируют 12 учреждений здравоохранения.